# Кастель-Гоффредо

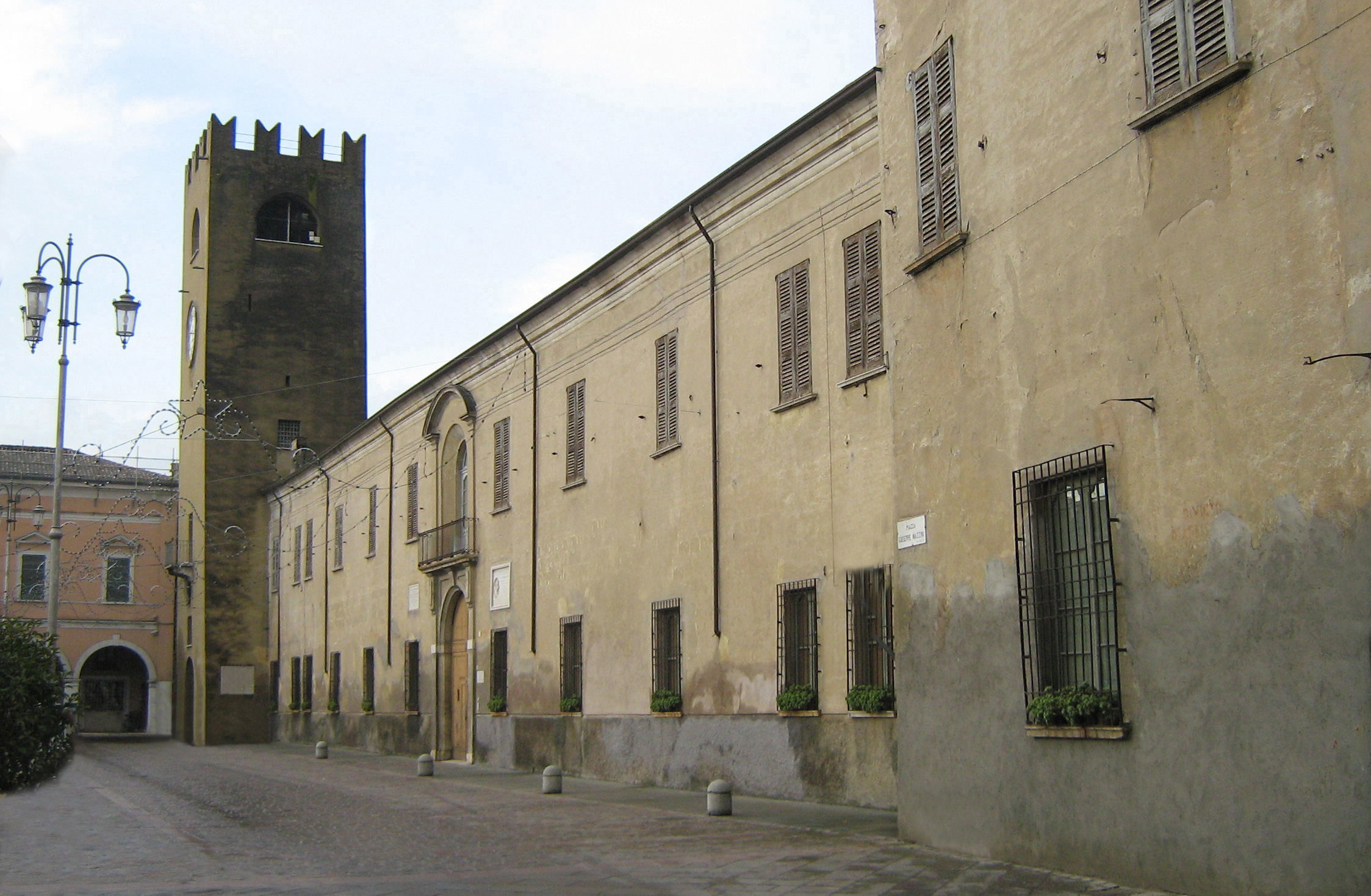
Дворец Гонзага-Ачерби

Кастель-Гоффредо (итал. Castel Goffredo) — коммуна в Италии, располагается в регионе Ломбардия, подчиняется административному центру Мантуя.
Население составляет 12.633 (01/01/2018 - Istat) человека, плотность населения составляет 297,91 чел./км². Занимает площадь 42,40 км². Почтовый индекс — 46042. Телефонный код — 0376.
Покровителями коммуны почитаются святой апостол и евангелист Лука, празднование 18 октября, и святой Эразм, празднование 2 июня.

## Города-побратимы
- Пиран, Словения (1993)